# Theresa Villiers

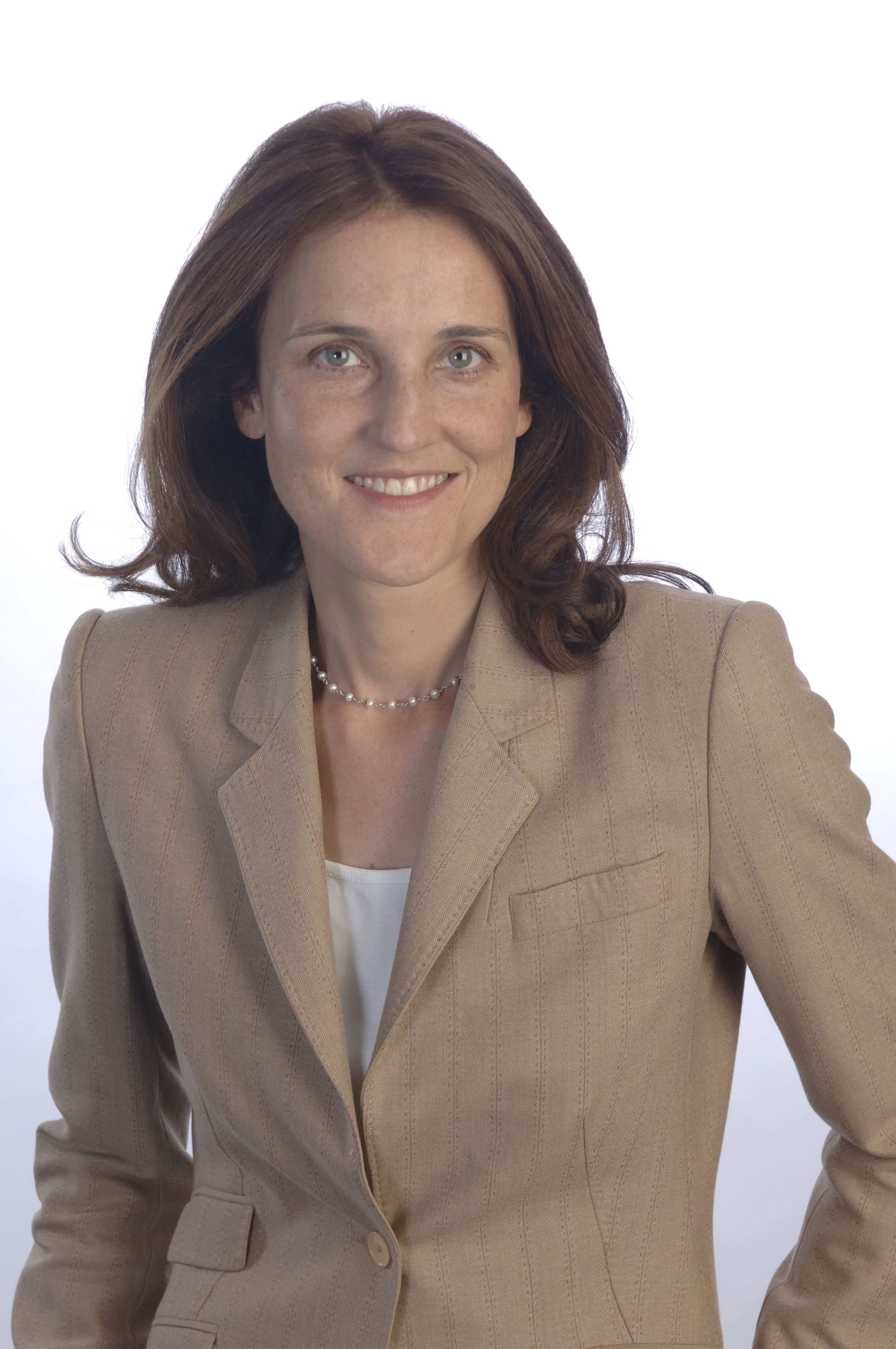
Rt. Hon. Theresa Villiers

Theresa Anne Villiers (* 5. März 1968 in London) ist eine britische Politikerin. Sie entstammt dem alten Adelsgeschlecht der De Villiers und gehört der Conservative Party an. 
Seit den Unterhauswahlen 2005 ist sie Abgeordnete des Wahlkreises Chipping Barnet im House of Commons, im Mai 2010 wurde sie Staatssekretärin im britischen Verkehrsministerium (Minister of State for Transport im Department for Transport). Im Juni 2010 wurde sie zum Mitglied des Privy Council ernannt. Vom 4. September 2012 bis zum 14. Juli 2016 war sie Ministerin für Nordirland in den Kabinetten Cameron I und Cameron II. Der folgenden Regierung unter Premierministerin Theresa May gehörte sie nicht mehr an. May habe ihr zwar freundlicherweise einen Kabinettsposten angeboten, aber keinen, den sie gerne übernehmen wolle („… not one which I felt I could take on.“) Bei den Diskussionen um den Verbleib des Vereinigten Königreichs in der Europäischen Union vor dem Referendum am 23. Juni 2016 sprach sie sich für einen EU-Austritt aus. Vom 24. Juli 2019 bis 13. Februar 2020 war sie als Nachfolgerin von Michael Gove Ministerin für Umwelt, Ernährung und ländlichen Raum im Kabinett Boris Johnson I und im Kabinett Boris Johnson II.

## Europäisches Parlament
Von 1999 bis 2005 war sie für den Wahlkreis London Europaabgeordnete.
- Mitglied im Rechtsausschuss
- Stellvertreterin im Ausschuss für Wirtschaft und Währung
- Mitglied der Delegation in den Parlamentarischen Kooperationsausschüssen EU-Kasachstan, EU-Kirgistan und EU-Usbekistan sowie für die Beziehungen zu Tadschikistan, Turkmenistan und der Mongolei
- Stellvertretende Leiterin der Delegation für die Beziehungen zu Kanada

## Werdegang
- 1990: LLB (First Class Hons.), Universität Bristol
- 1991: BCL (Hons.) (Diplom in Zivilrecht), Universität Oxford
- 1992–1994: Zulassung als Rechtsanwältin, Inner Temple und Inns of Court School of Law. Rechtsanwältin, Lincoln’s Inn
- 1994–1999: Dozentin für Jura, King’s College London
- 2001–2002: Mitglied des Vorstands der Konservativen Partei
- 2001–2002: Stellvertretende Vorsitzende der Delegation der Konservativen im EP